# Арабіноза
Арабіно́за(англ. Arabinose) — моносахарид, різновид пентози, тобто має 5 атомів вуглецю.

## Поширеність у природі
Арабіноза широко поширена в рослинах (головним чином (-)-арабіноза), особливо в плодах. (+)-арабіноза входить до складу багатьох складних цукрів (полісахаридів) рослинного походження, глікозидів, камеді (гуміарабік, вишневий клей), слизів та сапонінів. Для деяких бактерій арабіноза — єдине джерело вуглецю.